# 连蕊芥
连蕊芥（学名：Synstemon petrovii），为十字花科下的一个植物变种。